# Gouvernorat de Moussandam
Le gouvernorat de Moussandam (arabe : محافظة مسندم, Musandam) est une des subdivisions d'Oman, constitué de la péninsule de Moussandam, au nord d'Oman.

## Géographie

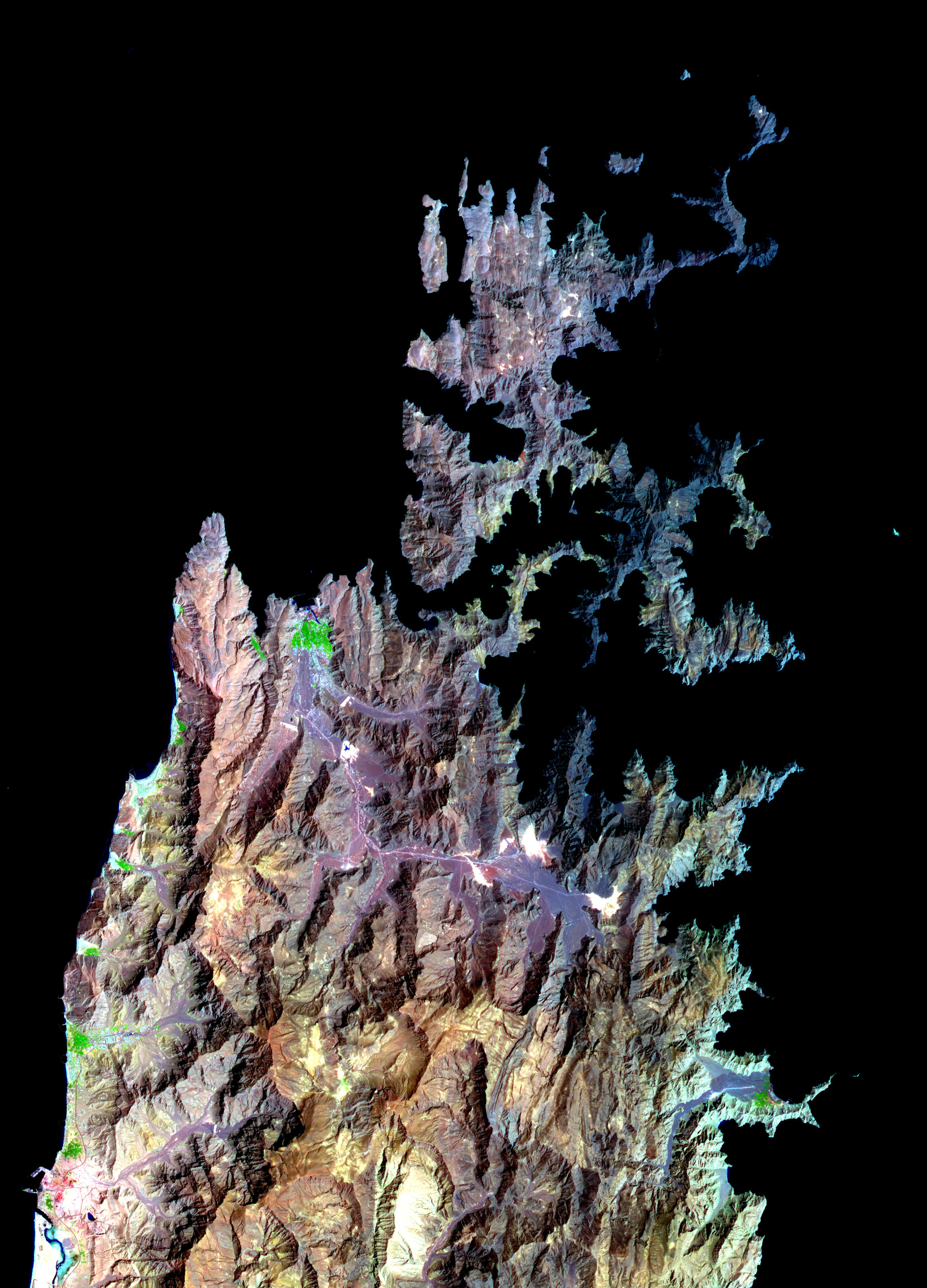
La péninsule vue de l'espace, avec Khasab au nord en vert.

Le gouvernorat forme une exclave, séparée du reste du pays par les Émirats arabes unis (notamment ceux de Ras el Khaïmah et Fujaïrah).
La petite ville de Khasab (12 000 habitants) en est la capitale.
Le gouvernorat compte 31 010 habitants au recensement de 2010 pour une superficie de 1 800 km².
Ce gouvernorat est divisé en quatre wilayas (confirmation par la réforme du 28 octobre 2011) :
- Khasab
- Bukha
- Dibba Al Baya
- Madha, une seconde enclave au sein du territoire des Émirats arabes unis, entourée par les émirats de Ras el Khaïmah, Fujaïrah et Charjah.

Parmi différents lieux intéressants : Limah, Tibat, Khor ash-Sham, Khor an-Nadj, Kumza, Jebel Harim, Rawdah Bowl...
Le tourisme bénéficie de paysages magnifiques, particulièrement depuis l'estuaire d'Ash Sham.
La population vit de pêche et d'agriculture (dattes, miel...) et d'import-export.
La région contrôle le détroit d'Ormuz : forces armées omanaises, force aérienne royale d'Oman.
Le climat est aride et désertique, mais certaines régions de montagne bénéficient de bons points d'eau, où prospère la production agricole.